# Stephen King
Stephen Edwin King (født 21. september 1947 i Portland, Maine), er en amerikansk forfatter, der især er kendt for sine gyserromaner. Han er gift med forfatterinden Tabitha King og bosat i Maine. King's bøger er ekstremt populære og blandt de bedst sælgende bøger nogensinde. Han har desuden skrevet manuskripter til film og tv-serier.
King's hovedpersoner er ofte almindelige mellemklassefamilier, børn, og ofte forfattere, der bliver kastet ud i tiltagende rædselsvækkende omstændigheder. Han skriver også mere almindelige litterære værker, heriblandt novellerne The Body, Rita Hayworth and Shawshank Redemption og The Green Mile (senere filmatiseret som henholdsvis Stand by Me og The Shawshank Redemption samt The Green Mile). King viser også, at han har en bred viden om gysergenren i sin fagbog, Danse Macabre, som samler flere årtiers bemærkelsesværdige værker inden for litteratur og film.

## Biografi
Stephen King blev født i Portland, Maine i 1947 som søn af Donald og Nellie Ruth Pillsbury King. Da King var to år gammel, forlod hans far (født David Spansky) familien, og Ruth King opfostrede alene Stephen King og hans to år ældre adopterede storebror David, ofte under trange økonomiske forhold. En del af hans barndom blev tilbragt i Fort Wayne, Indiana, hvor hans fars familie boede på det tidspunkt, og i Stratford, Connecticut. Da Stephen blev elleve, bragte hans mor børnene tilbage til Durham, Maine, for at blive. Hendes forældre, Guy og Nellie Pillsbury, var blevet svagelige med alderen, og Ruth King var blevet overtalt af sin søster til at overtage den fysiske pleje af det ældre par. Andre familiemedlemmer stillede et lille hus i Durham til rådighed og gav økonomisk støtte. Efter at Stephen's bedsteforældre gik bort, fik Mrs. King et arbejde i "kitchens of Pineland", køkkenet i forbindelse med et nærliggende boligområde for mentalt handicappede. Stephen King gik på Durham Elementary School og derefter den nærliggende Lisbon Falls High School, hvor han blev færdig i 1966.
King har skrevet siden sin barndom. Når han var i skole, skrev han ofte plagiater af, hvad han læste på det tidspunkt, og solgte dem til sine venner. Dette var ikke populært blandt hans lærere, og han blev tvunget til at betale alle pengene tilbage, da det blev opdaget.
Historierne blev kopieret med en duplikator, som hans bror David brugte til at kopiere David's avis, "Dave's Rag", som han selv udgav. "Dave's Rag" indeholdt lokale begivenheder, og Stephen hjalp ofte til. Omkring tretten års-alderen fandt Stephen en kasse med hans fars gamle bøger i sin tantes hus. Det var hovedsageligt gyser og science fiction bøger, og han blev øjeblikkeligt grebet af de genrer.
Fra 1966 til 1970 studerede King engelsk ved University of Maine i Orono. I de sidste år skrev King en kolonne, "King's Garbage Truck" (King’s skraldevogn), i universitetsmagasinet "THE MAINE CAMPUS”. Han var også aktivt medlem af elevrådet. Han mødte Tabitha Spruce ved bogstakkene i Fogler biblioteket ved "University of Maine", hvor de begge arbejdede som studerende. De blev gift i januar 1971. Hans universitetsperiode er beskrevet i anden del af Hearts in Atlantis.
Ved sessionen kort efter eksamen blev han fundet uegnet til militæret på grund af: højt blodtryk, nedsat syn, platfodethed og punkteret trommehinde.
Efter at han afsluttede universitetsstudierne som bachelor i engelsk og opnåede et certifikat til at undervise på gymnasieniveau, kunne han ikke straks få en plads som lærer, og han tog derfor et job som arbejder ved et industrielt vaskeri. Herfra fik han inspiration til novellen The Mangler.
På dette tidspunkt boede han og hans familie i en campingvogn. De levede af hans løn som arbejder og hendes studielån og opsparing, og det var somme tider svært at få betalt regningerne, og pengene fra novellerne, hovedsagelig trykt i herremagasiner, var meget velkomne.
Stephen solgte sin første professionelle novelle The Glass Floor til "Startling Mystery Stories" i 1967. Igennem de første år af deres ægteskab fortsatte han med at sælge historier til herremagasiner, og mange af dem er senere blevet samlet i bogen The Night Shift eller er dukket op i andre sammenhænge.
King udviklede i denne periode også et alkoholmisbrug, der fulgte ham i over et årti, men med hjælp fra hans kone, kom han dog langt om længe ud af det.
I efteråret 1971 begyndte Stephen at undervise afgangsklasserne i engelsk ved "Hampden Academy", folkeskolen i Hampden, Maine. Han fortsatte med at skrive noveller og arbejde på romaner om aftenen og i weekenderne.
I løbet af denne periode begyndte King på flere noveller. En af dem fortalte historien om en ung pige med psykiske evner. Frustreret smed han den i skraldespanden. Senere fandt han ud af, at Tabitha havde reddet den, og hun opfordrede ham til at skrive den færdig som Carrie. Han sendte den til "Doubleday & Co" og glemte den næsten. Noget tid senere i efteråret 1973 modtog han et tilbud for den med et forskud på $2,500 (ikke et stort forskud for en roman, selv på den tid). På mors dag det år fik Stephen den sande værdi af Carrie'’ at vide af hans nye redaktør ved Doubleday, Bill Thompson, da rettighederne til billigbogsudgaven blev solgt for $400,000. Dette kæmpe salg af billigbøger gav ham midlerne til at forlade undervisningen og skrive på fuld tid.
I slutningen af sommeren i 1973, flyttede de deres voksende familie til det sydlige Maine på grund af Stephen's mors svigtende helbred. Her lejede de et sommerhus ved "Sebago Lake" i "North Windham" vinteren igennem, Stephen skrev her sin næste udgivne roman i et lille rum i garagen, først med titlen ”Second Coming”, så ”Jerusalem's Lot”, før det blev ”Salem's Lot”. Februar 1974 døde hans mor af livmoderkræft i en alder af 59.
Carrie blev udgivet i foråret 1974. Det efterfølgende efterår forlod familien King Maine, og tog til Boulder, Colorado. Her boede de i under et år, hvor Stephen skrev The Shining, der foregår i Colorado. De vendte tilbage til Maine i sommeren 1975 og købte et hus i Lakes-regionen i det vestlige Maine. I dette hus færdiggjorde Stephen The Stand, som også foregår mest i Boulder. The Dead Zone blev også skrevet i Bridgton.
I On Writing, indrømmer King, at han på det tidspunkt var konstant fuld, og at han var alkoholiker i over et årti. Han siger, at han har baseret den alkoholiske fader i The Shining på sig selv, selv om han ikke ville indrømme det i mange år.
I 1977 tilbragte de tre måneder af et planlagt et års ophold i England, afkortede rejsen og vente hjem i midten af december, hvor de købte et nyt hus i Center Lovell, Maine. Efter at have boet der en sommer, flyttede de nordpå til Orrington, nær Bangor, så Stephen kunne undervise i kreativ skrivning ved "University of Maine" i Orono. I efteråret 1979 flyttede de tilbage til Center Lovell. I 1980 købte de et andet hus i Bangor og beholdt huset i Center Lovell som sommerhus.
Kort efter udgivelsen af The Tommyknockers, greb King's familie og venner endelig ind mod hans misbrug. De tømte hans affald ud på tæppet foran ham for at vise ham beviserne for hans misbrug: øldåser, cigaretskodder, rester af kokain, Xanax, valium og NyQuil. Han søgte hjælp og stoppede med alle former for stoffer og alkohol sidst i firserne.
King’s fans vil lægge mærke til, at King’s karakterer er blevet rigere igennem årtierne, men ikke så stejlt som King's egen formue. Hans tidligste værker (Carrie, The Shining, og meget af værket Night Shift) omhandler arbejdsklasse-familier, der kæmper fra lønningsdag til lønningsdag i et minimumslønnet job; værkerne fra sidst i firserne omhandlede mellemklassefolk som lærere og forfattere, og hans værker fra sidst i halvfemserne handler nogle gange om piloter, forfattere og andre, der ofte har råd til to huse. Hele vejen igennem har hans værker været utroligt populære.
Kings kristne tro skinner igennem i flere af bøgerne. Fx er "Begærets butik" en fortælling om Satan og hans fristelser, mens Jesus-figuren er central i "Den grønne mil", og "Desparation" omhandler Guds godhed.

## Bilulykke
I sommeren 1999, var King midt i On Writing: A Memoir of the Craft; han havde færdiggjort erindringssektionen og havde forladt bogen i næsten atten måneder, usikker på hvordan han skulle fortsætte, og om det var besværet værd. King meddeler, at det er den første bog, han har ladet ligge, siden han skrev The Stand flere årtier tidligere. Han havde lige besluttet at fortsætte bogen, og havde 17. juni skrevet en liste med spørgsmål, han ofte blev spurgt om i forbindelse med at skrive og andre, han ville ønske at blive spurgt om. 18. juni havde han skrevet fire sider af sektionen omkring at skrive. 19. juni, gik han en tur, efter at havde kørt sin søn til lufthavnen og var på vej hjem for at se The General's Daughter med sin familie. Da han gik op ad en bakke, kom en Dodge varevogn op over bakketoppen, ramte ham, og kastede ham omkring 4.2 m (14 feet) op i luften. Bilens fører var Bryan Smith. King var tæt på at ramme bilens dørstolpe og undgik lige nogle spredte klippestykker på jorden, nær hvor han landede. Begge dele ville højst sandsynlig have dræbt ham eller lagt ham i permanent koma. Ude af stand til at rejse sig, blev King hurtigt kørt til det lokale hospital, der erklærede, at de ikke kunne behandle ham. Han blev derefter fløjet til et andet hospital; i helikopteren faldt hans lunger sammen. Derudover var hans ene ben brækket mindst ni steder og andre skader var en revnet knæskal, brækket højre hofte, fire brækkede ribben, og skader på rygraden otte steder. Tilfældigvis havde King samme år skrevet det meste af From a Buick 8, hvori en af personerne dør i en bilulykke, men King siger, at han prøvede at lade være med at lægge for meget i det.
King blev udskrevet fra hospitalet efter tre uger, hvorefter fulgte et halv dusin operationer på hans ben ledsaget af psykisk terapi. I juli 1999 fortsatte han på On Writing, selv om hans hofte stadig var skadet, og han kun kunne sidde i knap fyrre minutter ad gangen, før smerterne blev uudholdelige. Med tiden blev hans tilstand bedre. Det er blevet meddelt, at King tilgav føreren og købte bilen for $1.500 (og senere fik den knust og kasseret for at undgå, at den senere skulle dukke op på eBay).
King har vist sig selv i Det mørke tårn (The Dark Tower) serien, hvor King indsatte sin ulykke i den sidste roman, hvori helten ’’Roland Deschain’’ og hans venner forsøger at forhindre, at King bliver alvorligt såret af bilen.

## Skrivestil
I King's faglitteratur bog On Writing: A Memoir of the Craft, diskuterer King sin skrivestil i både længde og dybde. King er overbevist om, at en god historie ikke kan fremkaldes bevidst, og at handlingen ikke skal fastlægges på forhånd, men er bedre tjent ved at fokusere på et enkelt "frø" af historien, hvorfra historien kan opbygge sig selv. King begynder ofte en historie uden nogen idé om, hvordan den vil ende. Han nævner, at han halvvejs i Det mørke tårn (the Dark Tower) -seriens lange skriveperiode, næsten 30 år, modtog et brev fra en kvinde med kræft, som spurgte, hvordan bogen ville ende, da hun højst sandsynligt ikke ville leve længe nok til at høre den. Han erklærede, at det vidste han ikke. King tror stærkt på denne stil, og erklærer, at alle hans bedre bøger er fremkommet ved friskrivning.
Han er kendt for sine rigt detaljerede, sammenhængende indre referencer, hvor mange historier der ikke synes at have forbindelse med hinanden, er sammenkædet med bipersoner, fiktive byer eller andenhåndsreferencer til begivenheder i foregående bøger. Samlet set er King's værker (som han hævder er centreret omkring hans kæmpeværk Det mørke tårn (Dark Tower)) en bemærkelsesværdig historie, der dækker hele perioden fra tidernes begyndelse (med en unik skabelsesberetning) og frem til nutiden.
King's bøger er også fyldt med referencer til den amerikanske historie og kultur, især den mørkere, mere frygtelige side af dem. Disse referencer er generelt spundet ind i karakterernes baggrund og forklarer ofte deres frygt. De tilbagevendende referencer er kriminalitet, krig (især Vietnamkrigen) og racisme.
King er også kendt for sine folkelige, informative beretninger, som hans fans ofte refererer til som "konstante læsebøger" eller "venner og naboer." Han bruger denne stil som kontrast til det ofte ærværdige eller skræmmende indhold i mange af historierne.
King har en meget simpel opskrift på, hvordan man lærer at skrive godt: "Læs fire timer om dagen og skriv fire timer om dagen. Hvis du ikke kan finde tid til det, siger han, kan du ikke forvente at blive en god forfatter."[kilde mangler]
King har også en simpel definition på, om man har talent for at skrive: "Hvis du skrev noget, som nogen sendte dig en check for, hvis du indløste checken, og den ikke var dækningsløs, og hvis du så betalte elregningen med pengene, så betragter jeg dig som talentfuld" (fra Everything You Need to Know About Writing Successfully – in Ten Minutes).
Kort efter sin ulykke skrev King første udkast af bogen Dreamcatcher med en notesblok og en Waterman fountain kuglepen, "verdens bedste tekstbehandlingsprogram". Han bruger dog normalt en Apple Macintosh computer.

## Stephen King i de seneste år
I 1994 vandt King en O. Henry pris for sin novelle, The Man in the Black Suit, og i 2003 blev King æret med "Lifetime Achievement Award" af National Book Awards. I 2003 modtog han også "The National Book Foundation Medal for Distinguished Contribution to American Letters".
Stephen King har også skrevet seks bøger under pseudonymet Richard Bachman. King iscenesatte en falsk begravelse for Bachman efter at pseudonymet blev offentligt kendt. Det skabte inspiration til bogen The Dark Half, hvori en novellist iscenesætter begravelsen af sit pseudonym som gyserforfatter efter at have fået en "seriøs" novelle udgivet, men som derefter finder ud af, at hans andet jeg ikke vil forlade ham helt så let.
King har også skrevet en kort novelle under navnet John Swithen – The Fifth Quarter.
King spillede tidligere guitar i bandet "Rock Bottom Remainders", men har ikke optrådt med dem i nogle år. Bandets medlemmer er: Dave Barry, Ridley Pearson, Scott Turow, Amy Tan, James McBride, Mitch Albom, Roy Blount Jr., Matt Groening, Kathi Kamen Goldmark og Greg Iles.
King er også livsvarig fan af baseball-holdet Boston Red Sox og ses jævnligt ved både hjemme- og udebanekampe. I 1999 skrev han bogen The Girl who loved Tom Gordon, der havde den tidligere Red Sox spiller Tom Gordon som en af hovedpersonerne. Han var for nylig medforfatter til en bog med Stewart O'Nan om deres “rutsjebane reaktion” på Red Sox's 2004 sæson, der kulminerede med, at de vandt 2004 American League Championship Series og World Series. Den har titlen Faithful.
King giver sit syn på popkulturen i en spalte på bagsiden af Entertainment Weekly hver anden uge.
Stephen og Tabitha uddeler legater til lokale “high school” studenter og støtter mange lokale og nationale velgørenhedsarrangementer.

## Familie
Stephen King bor i Bangor, Maine med sin hustru Tabitha King. Efter at deres børn er flyttet hjemmefra, tilbringer Stephen og Tabitha nu deres vintre i et stort hus ved havet, beliggende nær den den Mexicanske golf i Nokomis, Florida. Resten af året tilbringer de i deres huse i Bangor og Center Lovell. De har tre børn: Naomi Rachel, Joe Hill (der optrådte i filmen Creepshow og selv har skrevet flere noveller og bøger) og Owen Phillip, og tre børnebørn. Owen Kings første novellesamling blev udgivet i 2005.

## Andre forfattere
På grund af deres enorme popularitet sammenlignes King ofte med Dean R. Koontz, og deres fans giver ofte udtryk for deres ønske for, at de skulle skrive en bog sammen.
Begge forfattere har erklæret, at det er umuligt. Det er primært på grund af Kings vane med at gøre livet surt for sine personer, og Koontz' vane med altid at lave en uklar, men lykkelig slutning.

## Film og tv
King frigav sine film til instruktørstuderende for en dollar, og trods forfærdet ved behandlingen er det meste af hans arbejde filmatiseret. I 1986 besluttede han sig for at instruere ’’Maximum Overdrive’’ selv, med en drejebog, han havde skreven med inspiration fra (men ikke baseret på) hans novelle "Trucks." Denne oplevelse lader til at have vækket hans lyst til at instruere.
Liste over Stephen King-film